# لورا دانگی
لورا دانگی (انگلیسی: Laura Donghi؛ زادهٔ ۲۱ نوامبر ۱۹۸۰) بازیکن فوتبال اهل ایتالیا است.